# Marijina poroka (Rosso Fiorentino)
Marijina poroka ali Ginorijev oltar je slika Rossa Fiorentina v olju na tabli iz leta 1523, ki jo je umetnik podpisal in datiral. Naročil jo je Carlo Ginori za kapelo, posvečeno Devici Mariji in svetemu Jožefu, v baziliki sv. Lovrenca v Firencah, ki je bila prej v lasti družine Masi. To kapelo je leta 1520 pridobila družina Ginori. Še vedno visi v baziliki, medtem ko je narisana kopija, ki jo pripisujejo Antoniu Circignaniju, zdaj v Louvru (št. 1592).
Pet figur kleči na stopnicah do glavnega prizora, z dvema puttoma in staro svetnico (morda sveta Ana) na levi ter dominikanskim svetnikom (morda Vincent Ferrer in morda portret naročnika slike) in mlado svetnico s knjigo (sveta Apolonija).

## Opis in slog
Scena je natrpana in postavljena simetrično, v središču je sveti Jožef s cvetočo palico, ki nadeja prstan Mariji, medtem ko ju blagoslavlja duhovnik za njima. Če opustimo ikonografsko tradicijo, je Jožef predstavljen kot čeden mladenič, ne pa starejši in zato nesposoben vplivati na Marijino devištvo. Takšna revolucionarna izbira je vedno zanimala učenjake in edina možna razlaga, ki so jo doslej našli, je, da želi simbolično predstavljati renovatio ecclesiae, ki ga je spodbujal papež Leon X. in nadaljeval papež Klemen VII. Ni pa mogoče izključiti, da je bila to izbira avtorja, umetnika na meji nespoštljivosti, da ne rečemo v nekaterih primerih skoraj bogokletne. Svetega Jožefa je Donatello opredelil kot podobnega Davidu, po navdihu, ki ga najdemo tudi v drugih umetnikovih delih.
Glavni prizor se odvija na vrhu nekaj stopnic, ob straneh katerih je nekaj figur: dva keruba, ki se objemata, dominikanski menih svetnik kaže na prizor, morda sveti Vincent Ferrer (ki morda vsebuje portret stranke), starejša svetnica (morda sv. Ana) in mlada svetnica s knjigo (sveta Apolonija), ki v roki drži nekaj kovinskega, morda ključ. Identifikacija večine figur ostaja negotova.
Pogledi in kretnje teh figur usmerjajo v globino proti osrednjemu prizorišču, po shemi, ki presega tradicionalno piramidalno obliko in jo preoblikuje v nekaj kompleksnejšega, v prostorih, zvarjenih v dva nasprotujoča si polkroga. Gnečo so razlagali kot »veselo zabavo, na kateri se množijo različni gosti«.
Paleta je živahna in prelivajoča se, značilna za manieristično eksperimentiranje, s temnenjem v globino pa pripomore k zaznavanju prostorske globine.
Freske Pontorma in Franciabigia v Chiostrino dei Voti so bile navedene kot vir navdiha za kompozicijo, zlasti Visitazione s podobnimi stopničastimi figurami, razporejenimi v obliki polmeseca okoli središča, in Marijina poroka s podobno figuro duhovnika in arhitekturnim ozadjem, ki je tik za figurama. Novost, na primer v primerjavi s prejšnjimi deli, kot je oltar Dei, je doslednost barve, ki je postala bleščeča in bogata z mavričnimi odsevi, morda zaradi vpliva Perina del Vage, ki se je pravkar vrnil iz Rima.